# 伊東良徳
伊東 良徳（いとう よしのり、1960年 - ）は、日本の弁護士。男性。

## 概要
あさま山荘事件に関与した連合赤軍のメンバー坂口弘の上告審で弁護人を務めた。日本各地の原子力発電所運転差止め訴訟（後述）で住民側代理人を、年賀状配達拒否闘争による懲戒処分（4.28処分）の取消･無効確認訴訟で労働者側代理人を、松本サリン事件ではオウム真理教に対する損害賠償請求訴訟の遺族代理人を、教団の破産手続では遺族および生存被害者の代理人を、それぞれ務めた。

### 裁判官任官拒否
1978年京都大学法学部入学、1983年卒業。1982年司法試験合格を経て1985年に司法修習を修了。伊東は裁判官志望であったが、裁判官志望の53名のうち、伊東一人だけが裁判官として不採用となった。伊東はこれを「思想、信条を理由とした不当な処分」として、行政不服審査法に基づき異議を申し立てた。同年に弁護士登録。

### 原子力発電所反対運動
弁護士登録した直後の1985年より東海第二原子力発電所原子炉設置許可処分取消訴訟の住民側代理人として控訴審に参加したことを皮切りに、1989年に六ヶ所村核燃料サイクル訴訟、1994年に柏崎刈羽原子力発電所原子炉設置許可処分取消訴訟の控訴審、2002年にジェー・シー・オー臨界事故住民健康被害訴訟の第一審に住民側代理人として参加した。
2011年3月に発生した福島第一原子力発電所事故では、東京電力福島原子力発電所事故調査委員会（国会事故調）の協力調査員を務め、「（福島第一原発のメルトダウンを引き起こした）電源喪失は、東日本大震災で発生した津波が原因ではない」と主張している。2012年に柏崎原発運転差止め訴訟を新たに提起し、「柏崎刈羽原発の安全性に何ら問題はない」とする東京電力に対し「福島第一原発1号機の重要設備の配管が地震で損傷したことにより、メルトダウン…に至った」「東京電力が虚偽の説明で国会事故調査委員会による福島第一原発1号機の現地調査を妨げた」ことについて「偽計業務妨害罪に当たる可能性に言及」するなど、原発の安全性と東京電力の原発運営の姿勢とを厳しく批判している。

### 労働者代理人として
全逓信労働組合（全逓（当時））の組合員らが1978年末から翌1979年初頭にかけて行った年賀状配達拒否闘争で、郵政省（当時）は関与した組合員らに、懲戒免職を含む懲戒処分を課した。1986年、全逓はこの処分の取消を求めて東京地方裁判所に提訴したが、後に組合は内部分裂し、組合の方針に従わなかった一部組合員の組合員資格を剥奪したという。伊東はこれら一部組合員の代理人として第一審から参加し、2004年に労働者勝訴の判決を得た。後の2007年に最高裁判所は日本郵政公社（当時）の上告不受理を決定し、労働者の勝訴が確定した。

### 霊感商法の被害者代理人として
1994年、宗教団体パワフルコスモメイト（現ワールドメイト）が「子供がいじめられているのは水子の霊のためだ、などと」主張したことで多額の現金を騙し取られたとして教団会員が教団を提訴した事件で被害者側代理人を務め、朝日新聞の取材に対し「霊界の存在を信じ込ませた上、先祖の因縁や悪霊によって不幸になると言って献金を迫る手法は悪質」と述べた。

## 人物
1978年4月京都大学法学部に入学。「サークルや自治会の活動、コンパや麻雀などに明け暮れ」ていたが、3回生のとき「失恋の痛手から」法律の学習を決意したという。2007年5月から第二東京弁護士会法律相談センター運営委員会委員長。2013年4月から第二東京弁護士会労働問題検討委員会委員長。2013年5月から2014年3月まで東京三弁護士会労働訴訟等協議会議長。多田謡子反権力人権賞運営委員でもあるという。2013年現在は労働事件、消費者被害問題を中心に活動しているという。事務所の同僚に福島瑞穂がいる。

## 著書

### 単行本
- 伊東良徳『原発暴走事故』三一書房、1990年。ISBN 978-4380902161。
- 伊東良徳、大脇雅子、紙子達子、吉岡睦子『教科書の中の男女差別』明石書店、1991年。ISBN 978-4750303666。
- 伊東良徳、パトリシア・スタインホフ『連合赤軍とオウム真理教』彩流社、1996年。ISBN 978-4882024248。
- 伊東良徳、紀藤正樹、山口広『消費者トラブルQ＆A』有斐閣、1999年。ISBN 978-4641280137。
- 伊東良徳『裁判のしくみが面白いほどわかる本』中経出版、2009年。ISBN 978-4806133148。